# GBU-10
GBU-10 Paveway II (ang. Guided Bomb Unit – bomba naprowadzana) – zaliczana do broni precyzyjnego rażenia amerykańska bomba lotnicza serii Paveway naprowadzana laserowo zbudowana na podstawie bomby Mk 84.
GBU-10 została zaprojektowana dla amerykańskich sił zbrojnych jako naprowadzana laserowo bomba burząca i wprowadzona na uzbrojenie w 1976 roku. Głowicę bojową stanowi bomba ogólnego przeznaczenia Mk 84 o masie nominalnej 908 kg (2000 funtów), a w wersji penetrującej GBU-10I bombę BLU-109 wyposażona w półaktywną laserową głowicę naprowadzającą i powierzchnie sterowe do korygowania jej lotu. Cel musi być oświetlony zewnętrznym laserowym wskaźnikiem celu. Dokładność trafienia nie mniejsza niż 9 metrów.
Istnieją dwie generacje bomb GBU-10 – GBU-10A/B Paveway I ze stałymi statecznikami, oraz GBU-10E/B i F/B Paveway II ze statecznikami składanymi. Ponadto Paveway II posiada następujące ulepszenia:
- obudowa i elementy optyki głowicy naprowadzającej wykonano z tworzyw sztucznych, dzięki czemu zmniejszyła się ich masa i koszt
- zwiększono czułość i o 30% kąt przeszukiwania detektora promieniowania laserowego
- skrócono czas załączania baterii termicznej po zrzuceniu bomby
- zwiększono kąty wychyleń powierzchni sterowych
- wprowadzono kodowanie wiązki laserowej

Podczas wojny o Falklandy bomby GBU-10 były używane przez Royal Air Force.
Głównymi nosicielami bomb GBU-10 są samoloty General Dynamics F-111 i F-15E Strike Eagle, które zrzucały bomby tego typu podczas operacji Pustynna Burza niszcząc mosty, wyrzutnie rakiet typu Scud, centra dowodzenia i pozycje umocnione nieprzyjaciela. Ponad 30% z 2637 bomb tego typu zrzuciły samoloty F-111, a resztę F-15E, oraz samoloty marynarki i piechoty morskiej osiągając skuteczność 78% trafień
Ponadto mogą być przenoszone przez samoloty A-6 Intruder, A-7 Corsair II, A-10 Thunderbolt II, F-14 Tomcat, F-16 Fighting Falcon, F/A-18 Hornet i B-52 Stratofortress.